# Solo: A Star Wars Story
Solo: A Star Wars Story är en amerikansk science fiction-film, regisserad av Ron Howard. Filmen handlar om Han Solos äventyr och är den andra Star Wars-spinoffen efter Rogue One: A Star Wars Story.
Filmen hade biopremiär i USA den 25 maj 2018 och den 23 maj 2018 i Sverige.

## Rollista
| Alden Ehrenreich     | – Han Solo                      |
| Woody Harrelson      | – Tobias Beckett                |
| Emilia Clarke        | – Qi'ra                         |
| Donald Glover        | – Lando Calrissian              |
| Joonas Suotamo       | – Chewbacca                     |
| Paul Bettany         | – Dryden Vos                    |
| Thandie Newton       | – Val                           |
| Phoebe Waller-Bridge | – L3-37 (röst)                  |
| Jon Favreau          | – Rio Durant (röst)             |
| Linda Hunt           | – Lady Proxima (röst)           |
| Lily Newmark         | – Enfys Nest/Lexi               |
| Anthony Daniels      | – Tak                           |
| Clint Howard         | – Ralakili                      |
| Warwick Davis        | – Weazel                        |
| Dee Tails            | – Quay Tolsite                  |
| Ray Park             | – Darth Maul (cameo)            |
| Samuel Witwer        | – Darth Mauls röst (cameo)      |
| Jonathan Kasdan      | – Tag Greenley (borttagen scen) |
| Toby Hefferman       | – Bink Otauna (borttagen scen)  |